# Joseba Arregi Izagirre
José Ignacio Arregui Izaguirre (1951-1981), también conocido como Joseba Arregi, fue un miembro de ETA Militar  (grupo terrorista de ideología independentista, abertzale, socialista y revolucionaria) que murió a raíz de las torturas infligidas en la Dirección General de Seguridad en Madrid por la Policía Nacional española en  febrero de 1981.
Joseba Arregi murió el 13 de febrero de 1981 en el Hospital Penitenciario de Carabanchel. Tras su detención en la capital de España el 4 de febrero de 1981, junto a Isidro Etxabe, pasó a las dependencias de la Dirección General de Seguridad en Madrid donde, en aplicación de la legislación antiterrorista vigente en el momento, lo mantuvieron incomunicado y bajo interrogatorio durante nueve días. En el interrogatorio participaron 72 agentes de la Policía Nacional y acabó con el ingreso del detenido, sospechoso de su pertenencia a ETA Militar, en el Hospital Penitenciario de Carabanchel el día 12 de febrero a las 17:30 horas. Al día siguiente fallecía. El Juzgado de Instrucción número 13 de Madrid, en el informe forense de la autopsia, certificó la existencia de torturas, señalando que la causa de la muerte fue «un fallo respiratorio originado por proceso bronconeumónico con intenso edema pulmonar». El 18 de febrero ETA militar publica un comunicado en el que reconoce la militancia en sus filas de Joseba Arregi.
El juez tomó declaración a cinco funcionarios del Cuerpo Superior de Policía, adscritos a la Brigada Regional de Información, que participaron directamente en los interrogatorios del presunto militante de ETA Militar. Esos inspectores de policía (Juan Luis Méndez Moreno, Juan Antonio Gil Rubiales, Julián Marín Ríos, Ricardo Sánchez y Juan Antonio González) fueron puesto bajo prisión preventiva, por lo que Manuel Ballesteros, entonces director de la Comisaría General de Información, dimitió de su cargo.
De los 73 policías que participaron en los interrogatorios, fueron detenidos cinco, solo dos fueron encausados y quedaron libres, tras recurrir la sentencia a siete meses de prisión que no llegaron a cumplir.

## Los hechos

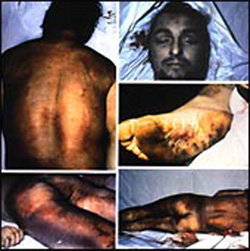
Joxe Arregi muerto con hematomas y quemaduras en todo el cuerpo tras 9 días detenido en régimen de incomunicación en Madrid.

Natural de la población guipuzcoana de Asteasu, en el País Vasco, España, se trasladó a la vecina población de Cizúrquil. Miembro de ETA militar, en enero de 1981 se traslada a Madrid junto a Isidro Etxabe y son detenidos el día 4 de febrero, aplicándoseles la "ley antiterrorista". Etxabe está herido de bala en el hombro. Les mantienen incomunicados y en interrogatorios durante nueve días hasta su traslado a prisión. 
En prisión hay testimonios del estado en que llega Joseba Arregi, que afirman 

al verle los párpados totalmente amoratados y un gran derrame en el ojo derecho, así como las manos hinchadas, le preguntamos el tipo de tortura que había sufrido y respondió: Oso Latza izan da (ha sido muy duro). Me colgaron en la barra varias veces dándome golpes en los pies, llegando a quemármelos no sé con qué; saltaron encima de mi pecho; los porrazos, puñetazos y patadas fueron en todas partes.

 Poco después es ingresando en el Hospital Penitenciario, donde murió poco después a causa de las lesiones producidas por las torturas durante el interrogatorio. 
Son detenidos los cinco policías (Juan Luis Méndez Moreno, Juan Antonio Gil Rubiales, Julián Marín Ríos, Ricardo Sánchez y Juan Antonio González) con implicación directa en dichos hechos e interrogados por el juez De la Campa. El titular del Juzgado de Instrucción número 13 hace público el informe del forense sobre la autopsia en el que se ratifica la "violencia física" y señala como causa de la muerte «un fallo respiratorio originado por un proceso bronconeumónico». El texto concluye: 

1. La causa de la muerte ha sido un fallo respiratorio originado por proceso bronconeumónico con intenso edema pulmonar bilateral y derrame de ambas cavidades pleurales y pericardio.
2. Los hematomas superficiales, las erosiones y esquimosis demuestran violencias físicas sin relación etiopatogénica con el proceso bronconeumónico.

3. Las quemaduras en ambos pies no son recientes, pero tampoco antiguas, ya que todavía están en fase de reepitalización grave y han sido sometidas a tratamiento tópico.

4. Hay punturas de actuación terapéutica intramuscular e intravenosa.

.../...para completar y objetivar los datos descritos se han solicitado estudios tóxicológicos anatomapotológicos y se han realizado fotografías, antes y después de la apertura de las cavidades.

## Reacciones
La muerte de Arregi fue un revuelo social. Hubo numerosas protestas y se pidieron dimisiones de varios responsables, entre los que se encontraba el ministro del Interior, Juan José Rosón. Hubo tensiones entre Rosón y el titular de Justicia, Fernández Ordóñez. También hubo tensiones entre la policía y los responsables médicos del hospital penitenciario sobre el tratamiento que le habían dado al preso. 
114 presos de la prisión de Carabanchel se declaran en huelga de hambre. El sindicato Unión Sindical de Policía (USP) pide públicamente la dimisión del comisario general de Información, Manuel Ballesteros.
En el País Vasco y Navarra todos los partidos políticos, a excepción de Unión de Centro Democrático (UCD), en el Gobierno de España, y Alianza Popular (AP), y todos los sindicatos, así como movimientos sociales convocan una huelga general ampliamente secundada. Hay condenas de todas las fuerzas políticas y se piden explicaciones en el Congreso de los Diputados por parte de Juan María Bandres, diputado por Euskadiko Ezkerra, del Partido Nacionalista Vasco (PNV), del Partido Socialista de Euskadi (PSE) y del Partido Comunista de España (PCE).
Se producen manifestaciones e incidentes en diversas localidades del País Vasco y Navarra, donde se manifiestan miles de personas. Las manifestaciones son reprimidas por la policía.
El 18 de febrero se realiza en Cizúrquil el funeral, al cual acuden 10.000 personas con presencia de miembros relevantes de la mesa nacional de Herri Batasuna (HB). La ceremonia religiosa es concelebrada por once sacerdotes en cuya homilía se hice referencia a la paz y a la necesidad de luchar contra toda manifestación de violencia. Tras la ceremonia se traslada el féretro, cubierto con una ikurriña, al cementerio entre gritos de protesta. Termina el entierro cantando el Eusko gudariak con el puño en alto.
Los obispos de San Sebastián, José María Setién, y de Bilbao, Luis María de Larrea y Juan María Uriarte, condenan la tortura, diciendo en un comunicado 

ninguna razón, ni siquiera la seguridad ciudadana bien entendida, justifica el recurso a la tortura», añadiendo que «una sociedad que se defiende con estos medios se destruye a sí misma.

Setién, en su pastoral, afirma 

es una violencia a la que debe oponerse todo hombre, en razón del respeto a la dignidad personal .../... cuando llega al extremo de eliminar, intencionadamente o por puro error en el cálculo de la resistencia humana, la vida de un hombre.

Dimiten tres altos cargos de la policía en consecuencia con los hechos; fueron el director general de Policía, José Manuel Blanco; el secretario general de la Dirección General de la Policía, José Luis Fernández Dopico, y el comisario general de Información, Manuel Ballesteros. Otros cuatro altos cargos policiales, dos comisarios generales y dos jefes de división, solicitaron ser relevados de sus cargos. En septiembre la Asociación Pro Derechos Humanos de España solicita a la Audiencia Provincial de Madrid el procesamiento de dieciocho personas en relación con la muerte de Arregi y afirma que fueron hasta 73 funcionarios del Cuerpo Superior de Policía los que participaron en los interrogatorios. Pide también el procesamiento de cuatro médicos de la Dirección de la Seguridad del Estado (DSE).

## El "caso Arregui"
El juicio por los hechos que produjeron la muerte de Joseba Arregi se convirtió en el "Caso Arregui", un largo proceso judicial en el que no se condena a nadie por las torturas a las que fue sometido Joseba Arregi y que le produjeron la muerte.
De los 73 policías que participaron en el interrogatorio y de los cinco imputados solo llegaron a juicio dos de ellos. En marzo de 1981 los cinco detenidos son puestos en libertad provisional por la Sección Quinta de la Audiencia Provincial de Madrid tras pagar una fianza de 100.000 pesetas cada uno de ellos, estimando así el recurso de la defensa de los policías al auto de prisión dictado por el Juzgado de Instrucción número 13 de Madrid. La Audiencia Provincial entiende que 

la muerte, no está relacionada con los presuntos malos tratos recibidos, sino que sobrevino por causa natural, como consecuencia de una bronconeumonía según explica el informe de los forenses. Quedaría sólo investigar judicialmente la posible existencia de los malos tratos y torturas, delito de menor entidad penal, que no lleva pareja la prisión preventiva, como medida cautelar.

En septiembre de 1981 se realiza el juicio, en el que resultan condenados dos de los policías procesados y absueltos los otros tres. Previamente se había desestimado la imputación de los médicos que tuvieron relación con los hechos. Posteriormente, la sección quinta de la Audiencia Provincial de Madrid juzga a los funcionarios de policía Julián Marín Ríos, instructor del atestado policial, y Juan Antonio Gil Rubiales, secretario, por la tortura y muerte de Arregi, que habían sido condenados anteriormente. En el auto dictado se acuerda la libertad provisional de los dos policías y se deja sin efecto el anterior auto de prisión, con devolución de las fianzas depositadas por los ahora condenados y por otros tres policías que no lo fueron, justificando los golpes como necesidad para la reducción del preso y la muerte como un fallo respiratorio.
En enero de 1982, ante la sección quinta de la Audiencia Provincial de Madrid que se encarga de juzgar el caso, la acusación particular, al formular sus conclusiones provisionales, califica los hechos como constitutivos de delito de torturas y solicita cuatro meses de arresto mayor y cuatro años de suspensión profesional a cada uno de los dos policías procesados. El fiscal solicitó en sus conclusiones la pena de tres meses de arresto mayor por el delito de malos tratos para los dos inspectores de policía, Julián Marín Ríos y Juan Antonio Gil Rubiales, instructor y secretario, respectivamente, del atestado policial. La acusación particular estaba en manos de los abogados Joaquín Ruiz-Giménez, José María Mohedano Fuertes, Enrique Gimbernat Ordeig, Luis Otero Fernández y Martín Pérez Sánchez, miembros de la junta directiva de la Asociación pro Derechos Humanos de España.
En julio de 1983 se fija la celebración del juicio para noviembre de ese mismo año. Tras el juicio la sentencia absuelve a los inspectores de policía Julián Marín Ríos y Juan Antonio Gil Rubiales, que eran instructor y secretario, respectivamente, de la declaración de Arregui en la Dirección de la Seguridad del Estado. El auto señala que 

Tales hematomas y quemaduras le fueron producidos durante su permanencia en las dependencias de la Brigada Regional de Información. Desde las 15 horas del día 4 de febrero interrogaron al detenido hasta el día 12 numerosos funcionarios del Cuerpo Superior de Policía, sin que conste qué persona o personas se las pudo causar .../... Julián Marín Ríos y Juan Antonio Gil Rubiales, nombrados instructor y secretario del atestado policial contra José Arregui, tuvieron por su cargo una intervención más inmediata y continuada cerca del detenido y el control de los interrogatorios a que fue sometido.

El exdirector de la seguridad del Estado, Francisco Laína, declaró en el juicio que "72 policías habían participado en el interrogatorio de Arregui, lo que equivalía a decir que no se podía precisar qué funcionarios habían causado las lesiones al etarra". 
El 2 de diciembre de 1983 se dicta sentencia que absuelve a los policías Julián Marín Ríos y Juan Antonio Gil Rubiales
En junio de 1985 la sala segunda del Tribunal Supremo estudia los recursos de casación interpuestos por el fiscal y la acusación particular contra la sentencia del caso Arregui. Un mes después el Tribunal Supremo hace públicas dos sentencias que anulan las anteriores, una de ellas hace referencia a casos de tortura producidos en la cárcel de Herrera de la Mancha y la otro sobre el caso Arregui. En ella el Supremo exige un nuevo pronunciamiento en el que se expresen con claridad los hechos, que se consideran probados y se enjuician.
En septiembre de 1985 la sección quinta de audiencia provincial de Madrid vuelve a absolver los policías enjuiciados. En esta segunda sentencia la audiencia niega que Arregui sufriera malos tratos y que, en referencia a las heridas de los pies, que "no se tiene en absoluto certeza de que fueran quemaduras, ya que dentro de los zapatos llevaba unas balas". Juan Manuel Sanz Bayón, uno de los tres magistrados, emitió un voto particular en contra de la sentencia afirmando que "las heridas en las plantas de los pies eran quemaduras y afirmó que los dos policías debían ser condenados por malos tratos".
En octubre de 1989 el Tribunal Supremo condena a cuatro y tres meses de arresto, y tres y dos años de suspensión a los encausados Julián Marín Ríos y Juan Antonio Gil Rubiales. Con ello anula la sentencia que dictó en septiembre de 1985 la Audiencia Provincial de Madrid. Afirmando que se incurrió en un error en la apreciación de las pruebas, pues existen documentos que acreditan lo contrario de lo que el tribunal sentenciador hizo constar en su relato de hechos probados. La sentencia del Supremo declara por boca de su ponente Enrique Ruiz Vadillo que 

Arregui fue detenido el 4 de febrero y ese día no tenía quemadura alguna en la planta de los pies, mientras que el día 12 le fueron observadas quemaduras de segundo grado en dicha parte del cuerpo".Las quemaduras de segundo grado en las plantas de los pies", añade el Supremo en la nueva sentencia dictada sobre el caso, .../... fueron causadas en el curso de la investigación policial en la que intervinieron como responsables directos y principales los dos procesados, Julián Marín Ríos y José Antonio Gil Rubiales, como instructor y secretario, respectivamente, de las correspondientes diligencias, que permitieron el empleo de violencia física por parte de aquellos funcionarios a quienes estaban obligados a vigilar, agresiones que fueron determinantes de las lesiones descritas.

Por ello la sentencia del Tribunal Supremo concluye 

los dos agentes son responsables del delito de torturas, porque estando obligados a conocer lo que sucedía en la investigación y a impedir cualquier delito, faltaron a los deberes de su cargo y permitieron que personas no identificadas torturasen al detenido. Aún no siendo los únicos que interrogaron a Arregui, debían coordinar los interrogatorios y las formas de llevarse a cabo. "El monopolio de la violencia por parte del Estado. .../... ha de estar incondicionalmente al servicio de la Justicia y sólo cuando se desarrolla .../...  con estricta sujeción a los principios básicos constitucionales y del resto del ordenamiento jurídico, .../... queda la fuerza física legitimada.